# Swiss Ice Hockey Games 2022
1. edycja turnieju Swiss Ice Hockey Games rozgrywana była w dniach 15-18 grudnia 2022 roku. Brały w niej udział cztery reprezentacje: Czech, Szwecji, Finlandii i Szwajcarii. Każdy zespół rozegrał po trzy spotkania, łącznie odbyło się sześć meczów. Pięć spotkań rozegrano w hali BCF Arena w Fryburgu, jeden mecz odbył się w Helsinkach w hali Helsinki Ice Hall. Turniej był drugim, zaliczanym do klasyfikacji Euro Hockey Tour w sezonie 2022/2023.

## Wyniki
| 15 grudnia 2022 | Finlandia | 2:3 | Czechy | Helsinki Ice Hall, Helsinki |

| Szczegóły      | Szczegóły                                     | Szczegóły       | Szczegóły                                                          | Szczegóły                                                                                             |
| -------------- | --------------------------------------------- | --------------- | ------------------------------------------------------------------ | --- |
| Godzina: 18:30 | E. Eronen (EQ) 49:31 J. Kemppainen (EN) 58:31 | (0:2, 0:0, 2:1) | 03:09 (PP) M. Stránský 05:15 (SH) O. Beránek 57:05 (EQ) D. Tomášek | Widzów: 4358 Sędzia główny: Tobias Björk Mikael Holm Sędziowie liniowi: Luka Mäkinen Lauri Nikulainen |
| Godzina: 18:30 | 6 min. kar                                    |                 | 8 min. kar                                                         | Widzów: 4358 Sędzia główny: Tobias Björk Mikael Holm Sędziowie liniowi: Luka Mäkinen Lauri Nikulainen |

| 15 grudnia 2022 | Szwecja | 3:2 pd. | Szwajcaria | BCF Arena, Fryburg |

| Szczegóły      | Szczegóły                                                              | Szczegóły            | Szczegóły                              | Szczegóły                                                                                          |
| -------------- | ---------------------------------------------------------------------- | -------------------- | -------------------------------------- | -------------------------------------------------------------------------------------------------- |
| Godzina: 21:15 | J. de la Rose (EQ) 27:23 J. Olofsson (EQ) 37:50 M. Sörensen (EQ) 63:05 | (0:0, 2:1, 0:1, 1:0) | 33:10 (EQ) D. Riat 59:16 (EN) D. Kukan | Widzów: 3245 Sędzia główny: Joonas Kova Anssi Salonen Sędziowie liniowi: Eric Cattaneo Dario Fuchs |
| Godzina: 21:15 | 4 min. kar                                                             |                      | 0 min. kar                             | Widzów: 3245 Sędzia główny: Joonas Kova Anssi Salonen Sędziowie liniowi: Eric Cattaneo Dario Fuchs |

| 17 grudnia 2022 | Finlandia | 3:4 pk. | Szwecja | BCF Arena, Fryburg |

| Szczegóły      | Szczegóły                                                          | Szczegóły                 | Szczegóły                                                                                    | Szczegóły                                                                                                  |
| -------------- | ------------------------------------------------------------------ | ------------------------- | -------------------------------------------------------------------------------------------- | --- |
| Godzina: 14:30 | M. Ruohomaa (PP) 27:06 J. Ikonen (EQ) 40:56 M. Granlund (EQ) 42:52 | (0:0, 1:2, 2:1, 0:0, 0:1) | 24:03 (EQ) M. Sörensen 34:20 (EQ) E. Heineman 45:23 (EQ) J. Olofsson 65:00 (GWG) M. Sörensen | Widzów: 2685 Sędzia główny: Mark Lemelin Michael Tscherrig Sędziowie liniowi: Eric Cattaneo Zach Steenstra |
| Godzina: 14:30 | 10 min. kar                                                        |                           | 6 min. kar                                                                                   | Widzów: 2685 Sędzia główny: Mark Lemelin Michael Tscherrig Sędziowie liniowi: Eric Cattaneo Zach Steenstra |

| 17 grudnia 2022 | Szwajcaria | 1:2 | Czechy | BCF Arena, Fryburg |

| Szczegóły      | Szczegóły           | Szczegóły       | Szczegóły                                    | Szczegóły                                                                                            |
| -------------- | ------------------- | --------------- | -------------------------------------------- | --- |
| Godzina: 21:15 | E. Corvi (EN) 56:12 | (0:0, 0:0, 1:2) | 49:15 (EQ) J. Košťálek 54:02 (EQ) J. Smejkal | Widzów: 3578 Sędzia główny: Joonas Kova Anssi Salonen Sędziowie liniowi: Dominik Altmann Thomas Wolf |
| Godzina: 21:15 | 6 min. kar          |                 | 10 min. kar                                  | Widzów: 3578 Sędzia główny: Joonas Kova Anssi Salonen Sędziowie liniowi: Dominik Altmann Thomas Wolf |

| 18 grudnia 2022 | Szwajcaria | 1:4 | Finlandia | BCF Arena, Fryburg |

| Szczegóły      | Szczegóły           | Szczegóły       | Szczegóły                                                                                          | Szczegóły                                                                                           |
| -------------- | ------------------- | --------------- | -------------------------------------------------------------------------------------------------- | --------------------------------------------------------------------------------------------------- |
| Godzina: 14:00 | L. Frick (EQ) 15:41 | (1:0, 0:3, 0:1) | 20:16 (EQ) M. Granlund 26:55 (EQ) T. Hartikainen 39:23 (EQ) A. Ruotsalainen 40:30 (EQ) M. Granlund | Widzów: 4489 Sędzia główny: Adam Kika Daniel Pražák Sędziowie liniowi: Oliver Obwegeser Dario Fuchs |
| Godzina: 14:00 | 6 min. kar          |                 | 6 min. kar                                                                                         | Widzów: 4489 Sędzia główny: Adam Kika Daniel Pražák Sędziowie liniowi: Oliver Obwegeser Dario Fuchs |

| 18 grudnia 2022 | Czechy | 0:4 | Szwecja | BCF Arena, Fryburg |

| Szczegóły      | Szczegóły  | Szczegóły       | Szczegóły                                                                                     | Szczegóły                                                                                                   |
| -------------- | ---------- | --------------- | --------------------------------------------------------------------------------------------- | --- |
| Godzina: 17:30 |            | (0:1, 0:2, 0:1) | 14:03 (PP) J. Olofsson 26:41 (EQ) E. Heineman 29:30 (EQ) O. Fantenberg 57:38 (EN) E. Heineman | Widzów: 2127 Sędzia główny: Mark Lemelin Michael Tscherrig Sędziowie liniowi: Eric Cattaneo Dominik Altmann |
| Godzina: 17:30 | 6 min. kar |                 | 8 min. kar                                                                                    | Widzów: 2127 Sędzia główny: Mark Lemelin Michael Tscherrig Sędziowie liniowi: Eric Cattaneo Dominik Altmann |

## Klasyfikacja
| Poz. | Zespół     | M | Pkt | Z | WpD | PpD | P | G+ | G- | +/- |
| ---- | ---------- | - | --- | - | --- | --- | - | -- | -- | --- |
| 1    | Szwecja    | 3 | 7   | 1 | 2   | 0   | 0 | 11 | 5  | +6  |
| 2    | Czechy     | 3 | 6   | 2 | 0   | 0   | 1 | 5  | 7  | -2  |
| 3    | Finlandia  | 3 | 4   | 1 | 0   | 1   | 1 | 9  | 7  | +2  |
| 4    | Szwajcaria | 3 | 1   | 0 | 0   | 1   | 2 | 4  | 9  | -5  |